# Festetics László
Tolnai gróf Festetics László (Ság, Sopron vármegye, 1785. június 15. – Bécs, 1846. május 12.) várkapitány, földbirtokos, aranykulcsos, császári és királyi kamarás.

## Élete
A gróf tolnai Festetics család sarja. Gróf tolnai Festetics György (1755-1819), a keszthelyi Georgicon alapítója és jakabházi Sallér Judit (1766-1829) fia volt. Az apai nagyszülei gróf Festetics Pál (1722-1782) kamarai alelnök, földbirtokos és gróf nagybossányi Bossányi Julianna (1734-1805) voltak. Anyai nagyszülei jakabházi Sallér István (1726-1789), nádori ítélőmester, földbirtokos és felsőmotesici és keselőkői Motesiczky Judit (1737–1796) voltak. Az anyai nagyapai dédszülei jakabházi Sallér István (1690–1761), a Magyar királyság alnádora, Vas vármegye alispánja, országgyűlési követe, táblabírája, földbirtokos és nádasdi Nádasdy Klára (1685–1765) voltak.
Ságon, Sopron vármegyében keresztelték meg, Keszthelyen könyvelték be; keresztszülei nemes Dallos Márton, Sopron vármegye aljegyzője, valamint az apai nagyanyja özvegy Festetics Pálné gróf nagybossányi Bossányi Julianna (1734-1805) voltak. A szertartást barkóczi Rosty János (1758-1810) keszthelyi plébános végezte. Festetics László bölcseleti és jogi tanulmányait (1800–1803) a pesti egyetemen végezte.

## Házassága és leszármazottjai
1811. augusztus 31-én Baden-Württembergben, Németországban, feleségül vette Hohenzollern-Hechingeni Josefine hercegnőt (*Wadern, Saar-vidék, Németország, 1790. május 14.; †Bécs, 1856. március 25.), herceg Hohenzollern Hermann (1798-1851) és gróf Maria Antonia von Waldburg zu Zeil und Wurzach (1753-1814) lányát. A házasságból három fiú- és egy leánygyermek született:
- Ilona Jozefina Antónia (*Bécs, 1812. június 1.; †Chambéry, Franciaország, 1886. május 11.), gróf Alexander von Württemberg (*1801. november 5.; †1844. július 7.) felesége
- Tasziló (*1813. június 6.; †Bécs, 1883. február 5.)
- György (*Bécs, 1815. április 23.; †Bécs, 1883. február 5.)
- Lajos (*Bécs, 1823. június 25.; †Döbling, 1889. június 16.)

## Munkái
- Assertiones ex physica, quas in r. univers. Pestiensi… publice propugnandas suscepit. Pestini, 1800.
- Tentamen publicum ex. mathesi applicata in reg. universit. hung. mense aug. 1800. exhib. Pestini.
- Theses ex aesthetica, quas primo semestri tradidit Ludovicus Schedius et quas anno 1801. publice defendendas suscepit. Pestini, 1801.
- Positiones ex universo jure naturali, publico universali et gentium. Pestini, 1802.
- Propositiones ex universo jure ungarico. Pestini, 1803.